# شهرستان وی (هاندان)
شهرستان وی (به انگلیسی: Wei County) یک شهرستان در چین است که در هاندان واقع شده‌است.